# کوسه‌نهنگ‌های یقه‌دار
کوسه‌نهنگ‌های یقه‌دار (نام علمی: Parascylliidae) نام یک تیره از راسته کوسه‌نهنگ‌سانان است.